# Casa do menor - L'altra faccia del Brasile
Casa do menor - L'altra faccia del Brasile è un documentario della rete Real Time dedicato a Casa do Menor, casa famiglia, attiva da 34 anni, fondata da Padre Renato Chiera per la difesa e il recupero di ragazzi e ragazze minorenni vittime di abusi, criminalità e sfruttamento. Il documentario, prodotto da Luca Argentero e diretto da Davide Scalenghe, è stato trasmesso il 20 novembre 2013, Giornata Mondiale per i diritti dell'infanzia.

## Trama
Il documentario narra di come la casa famiglia Casa do Menor sia diventata un punto di riferimento per il recupero dalle strade e dalle “cracolandie” brasiliane, dei ragazzi di strada. L'obiettivo dell'associazione è quello di toglierli da realtà disagiate fatte di abusi (spesso da parte di membri della famiglia), dipendenze e sfruttamento, ospitandoli nella propria rete di case-famiglia. Lavorando a contatto con le istituzioni locali, si accede ad un percorso di riscatto e reinserimento sociale in cui grazie all'accoglienza, alla scolarizzazione, all'insegnamento di professionalità, a programmi di reintegrazione, a ciascuno di questi minori viene data una seconda occasione.
Il documentario è stato girato tra Rio de Janeiro e Fortaleza (destinazione principale per europei in cerca di sesso con minori). Davide Scalenghe racconta quali sono i flussi e i nuovi mercati della prostituzione minorile, traffico di stupefacenti e sfruttamento in Brasile. Ma racconta anche, grazie alle testimonianze di Padre Renato, di operatori dell'associazione e dei giovani protagonisti di storie di disagio e abuso, quali possono essere le occasioni di riscatto per un paese in pieno boom economico, ma con gravi problemi legati ai diritti della popolazione.